# Kanton Valleraugue
Kanton Valleraugue (francouzsky Canton de Valleraugue) je francouzský kanton v departementu Gard v regionu Languedoc-Roussillon. Tvoří ho tři obce.

## Obce kantonu

Kanton Valleraugue

- Notre-Dame-de-la-Rouvière
- Saint-André-de-Majencoules
- Valleraugue